# 新店镇 (清镇市)
新店镇，是中华人民共和国贵州省貴陽市清镇市下辖的一个乡镇级行政单位。

## 行政区划
新店镇下辖以下地区：
新店社区、东风社区、新店村、老鹰山村、大麻窝村、茶店村、代书田村、桃子坝村、老班寨村、大寨村、小寨村、王家坝村、上归宗村、下归宗村、季腰坡村、白果树村、化龙村、龙洞村、蜂子岩村、蜂糖寨村、大新寨村、校场坝村、王寨村、牛坡村、中坝村、大营村、学田村、二岩村、岩湾村、鸭池村、徐家沟村、方家寨村、鞍山村、田坎村、天生村、韩家寨村、大坝村、衙院村、椒园村和大山村。